# Мали ми је овај гроб
Мали ми је овај гроб јесте позоришна представа, коју је написала српска драматургиња Биљана Србљановић, а која се фокусира на атентатора Гаврила Принципа и његове сараднике у недељама које су претходиле Принциповом убиству надвојводе Франца Фердинанда 1914. године. Атентат је одиграо велику улогу у светским догађајима и покренуо догађаје који су водили ка избијању Првог светског рата. Као историјски засновано дело које прилагођава контроверзни период, истражују се морални сукоби и друга питања вођена карактером иако су многи детаљи промењени.
Представа је дебитовала у Шауспиелхаусу у Бечу у октобру 2013. године. Наишла је на позитивне реакције публике у разним градовима у којима је изведена, укључујући Берлин и Београд.
Србљановићева је напоменула да се „не бави много историјом и потпуно је незаинтересована за Први светски рат“, али је Принципову причу сматрала фасцинантном с обзиром на изазовне етичке и филозофске идеје те фигуре. У октобру 2014. године, представа је освојила две награде на свечаности Међународног позоришног фестивала мале и експерименталне сцене; једну награду добила је сама Биљана Србљановић, а другу сарајевски глумац Ермин Браво, за најбољи сценски наступ.

## Видети такође
- Сарајевски атентат
- Историјска фикција